# Матисен, Шарль
Шарль Матисен (норв.  Charles Arthur Mathiesen) (12 февраля 1911, Драммен — 7 ноября 1994 там же) — норвежский конькобежец, Олимпийский чемпион, чемпион Европы, рекордсмен мира.
В 1933 году Шарль Матисен впервые выступил на чемпионате мира и занял восьмое место.
В 1934 году Матисен занял второе место в многоборье на чемпионате Норвегии. На чемпионатах Норвегии он шесть раз был серебряным призёром, и ни разу первым.
Конькобежная карьера Матисена продолжалась с 1930 по 1948 годы с перерывом на время Второй мировой войны. Наивысшим достижением Матисена стала золотая медаль на дистанции 1500 метров на Зимних Олимпийских играх 1936 года в Гармиш-Партенкирхене. Вторым на этой дистанции был Ивар Баллангруд, который выиграл все остальные дистанции.
В 1938 году в Осло Матисен выиграл звание чемпиона Европы в многоборье.
3 марта 1940 года Матисен установил мировой рекорд на дистанции 10000 метров — 17:01,5.
В 1948 году Матисен участвовал в Зимних Олимпийских играх 1948 года в Санкт-Морице. Он вышел на старт забега на 5000 метров, но не закончил дистанцию из-за проблем с дыханием на высокогорье.

## Лучшие результаты
Лучшие результаты Шарля Матисена на отдельных дистанциях:
- 500 метров — 43,20 (20 февраля 1940 года, Осло)
- 1000 метров — 1:32,00 (2 марта 1940 года, Хамар)
- 1500 метров — 2:15,60 (29 января 1939 года, Давос)
- 3000 метров — 4:50,60 (10 февраля 1940 года, Берген)
- 5000 метров — 8:18,70 (2 марта 1940 года, Хамар)
- 10000 метров — 17:01,50 (3 марта 1940 года, Хамар)